# Barbital
Barbital (INN), též barbitone či obchodním názvem Veronal (chemicky diethylmalonylmočovina či kyselina diethylbarbiturová; systematický název je 5,5-diethylpyrimidin-2,4,6(1H,3H,5H)-trion), byl první komerčně prodávaný barbiturát. Používal se jako lék pro spaní (hypnotikum) od roku 1903 do poloviny 50. let. Připravoval se kondenzací diethylmalonového esteru s močovinou za přítomnosti ethoxidu sodného, později přidáváním nejméně dvou molárních ekvivalentů ethyljodidu ke stříbrné soli malonylmočoviny nebo též k zásaditému roztoku kyseliny. Výsledkem byl nahořklý bílý krystalický prášek bez zápachu.

## Historie a syntéza
Barbital poprvé syntetizovali v roce 1902 němečtí chemici Emil Fischer a Joseph von Mering. Svůj objev publikovali v roce 1903 a na trh byl uveden firmou Bayer v roce 1904 pod názvem Veronal (jednalo se o volnou kyselinu). Rozpustnou sůl barbitalu prodávala firma Schering pod názvem „Medinal“. Barbital se podával při „nespavosti vyvolané nervovou vzrušivostí“. Byl k dispozici v kapslích nebo lístcích. Terapeutická dávka se pohybovala od 0,65 do 1 gramu. Dávka 3,5 – 4 gramy může být smrtelná nebo vést ke spánku trvajícímu až 10 dnů.
Barbital lze syntetizovat postupem popsaným výše. Kondenzace močoviny a derivátu diethylmalonátu probíhá takto:

## Farmakologie
Barbital byl považován za mnohem lepší léčivo než dosavadní hypnotika. Jeho chuť je mírně hořká, nicméně mnohem přijatelnější než nepříjemná chuť dříve běžně používaných bromidů. Barbital má navíc jen málo vedlejších účinků a jeho terapeutická dávka je dostatečně pod dávkou toxickou (velký terapeutický index). Ovšem dlouhodobější užívání vede k toleranci, takže je třeba k dosažení účinku používat vyšší dávky. Smrtelná předávkování tímto pomalu působícím hypnotikem byla častá.